# Small Innovative Missions for Planetary Exploration
SIMPLEx или Небольшие инновационные миссии по исследованию планет - это исследовательская программа, нацеленная на исследование планет и их спутников. Программа разработана НАСА. Суть программы в финансировании маленьких автономных аппаратов для исследования планет. Эти аппараты читаются как вторичная полезная нагрузка. Эти космические устройстава предназначены для запуска в качестве вторичная полезная нагрузка используется в других миссиях и более рискованна, чем Открытие или Новые рубежи миссии.

Из множества проектов выбирают часть, им выделяют им бюджет и начинают разработку. После того как проект вышел из ранней стадии разработки он анализируются, чтобы определить, являются ли они экономически эффективными и научно ценными на этапе принятия ключевого решения. Если они прошли точку ключевого решения, то они переходят к полноценной разработке. Аппараты должны весить менее 180кг. Реализованы пока только 2 миссии, остальные пытаются уместить в бюджет.
 Бюджет программы варьируется от 6% до 8% от общего бюджета Отдела планетарных наук НАСА.

## Миссии
8 августа 2015 г. НАСА выбрало две миссии: Q-PACE и LunaH-Map.
И обе эти миссии являются CubeSats. Максимальный бюджет которых занимал 5,6 миллиона долларов.

Q-PACE запущен на орбиту Virgin LauncherOne в рамках миссии ELaNa 20.

LunaH-Map - это 6U CubeSat, который будет отображать водород на Луне.

Миссия стартовала в качестве дополнительной полезной нагрузки на Артемиде-1.
Уже в 2019 г. НАСА отобрало 3 миссии SIMPLEx-2.

Янус собирался стартовать вместе с Психеей и пролететь мимо множества двойных астероидов, но был отстранен от этой миссии из-за задержки запуска космического корабля Psyche.

"Лунный первопроходец"(Lunar Trailblazer) стартует с миссией IM-2 для изучения геологии Луны и составления карты её воды.

EscaPADE отправит два небольших спутника Протон, к Марсу для изучения его магнитосферы.

Пока запущенный только две миссии.
| Название          | Программа | Цель                        | Стартовая площадка | Дата                |
| ----------------- | --------- | --------------------------- | ------------------ | ------------------- |
| Q-PACE            | SIMPLEx-1 | Ранние протопланетные диски | Элана Райдшер      | 17 января 2021 год  |
| LunaH-Map         | SIMPLEx-1 | Луна                        | Artemis-1          | 16 ноября 2022 года |
| Janus             | SIMPLEx-2 | Бинарные системы астеройдов | Не объявлено       | Не объявлено        |
| Lunar Trailblazer | SIMPLEx-2 | Луна                        | IM-2               | февраль 2025        |
| EscaPADE          | SIMPLEx-2 | Марс                        | Electron           | Весна 2025          |

### Q-PACE
Q-PACE - это 3U CubeSat, который должен был изучать взаимодействия малых частиц в космосе, чтобы лучше понять ранние протопланетные диски. Миссия стартовала 17 января 2021 года на LauncherOne компании Virgin Orbit в рамках программы НАСА ELaNa. Контакт со спутником CubeSat так и не был установлен.

### LunaH-Map
LunaH-Map (Lunar Polar Hydrogen Mapper) - спутник CubeSat 6U, который будет отображать водород на Луне с помощью нейтронного спектрометра. Эта миссия стартовала в качестве одной из десяти вспомогательных полезных нагрузок на Артемиде 1. Миссия была спроектирована, построена и протестирована Университетом штата Аризона. Луне-Карте потребовалось бы более года, чтобы выйти на научную орбиту. После этого должна была начаться её 60-дневная научная миссия. Однако после запуска у космического аппарата возникли проблемы с двигательной установкой.

### Janus
Jenus отправит два небольших космических аппарата для исследования двойных астероидов. Запуск двух космических аппаратов был запланирован вместе с Психеей на ракете Falcon Heavy. Два идентичных космических аппарата (Janus A и B) строятся компанией Lockheed Martin и питаются от солнечных панелей и аккумуляторных батарей.
Первоначальной датой запуска "Психеи" было 1 августа 2022 года, но когда эту дату перенесли на 20 сентября, а затем на 2023 год, НАСА пришлось перепланировать траектории космического аппарата "Jenus" . Запуск Psyche затем был перенесен на октябрь 2023 года, но эта новая дата запуска не позволит Janus завершить свою миссию, поэтому Janus был исключен из плана запуска Psyche.

### Lunar Trailblazer
Lunar Trailblazer изучит водяной лед на Луне и определит, как он образовался, насколько он распространен и где он находится. Небольшой космический аппарат будет способен искать водяной лед внутри постоянно затененных кратеров. Миссией управляет Лаборатория реактивного движения НАСА. Космический аппарат планируется завершить в 2022 году и запустить примерно в середине 2023 года в качестве дополнительной полезной нагрузки при IM-2, второй посадке Intuitive Machines на Луну. Первоначальный план состоял в том, чтобы запустить Lunar Trailblazer в качестве дополнительной полезной нагрузки вместе с IMAP в 2025 году, но поскольку космический аппарат был бы готов за годы до запланированного запуска, НАСА нашло возможность более раннего запуска.

### EscaPADE
EscaPADE (Escape и Plasma Acceleration and Dynamics Explorers) отправят на Марс два идентичных космических аппарата. Космический аппарат будет построен Rocket Lab и будет основан на космическом автобусе Photon. EscaPADE изучит магнитосферу Марса и то, как это привело к потере Марсом большей части своей атмосферы. Первоначально миссия должна была стартовать с Янусом и Психеей, но была исключена из манифеста запуска Psyche в 2020 году. 9 февраля 2023 года НАСА объявило, что ракета компании Blue Origin запустит EscaPADE в конце 2024 года. Через одиннадцать месяцев после запуска EscaPADE прибудет на Марс. Никаких других полезных грузов не упоминалось.